# الدوري الجنوبي لكرة القدم 2006–07
الدوري الجنوبي لكرة القدم 2006–07 (بالإنجليزية: 2006–07 Southern Football League)‏ هو موسم من الدوري الجنوبي الممتاز. فاز فيه نادي باث سيتي.